# Jumping the shark
 (août 2021).
Si vous disposez d'ouvrages ou d'articles de référence ou si vous connaissez des sites web de qualité traitant du thème abordé ici, merci de compléter l'article en donnant les références utiles à sa vérifiabilité et en les liant à la section « Notes et références ».

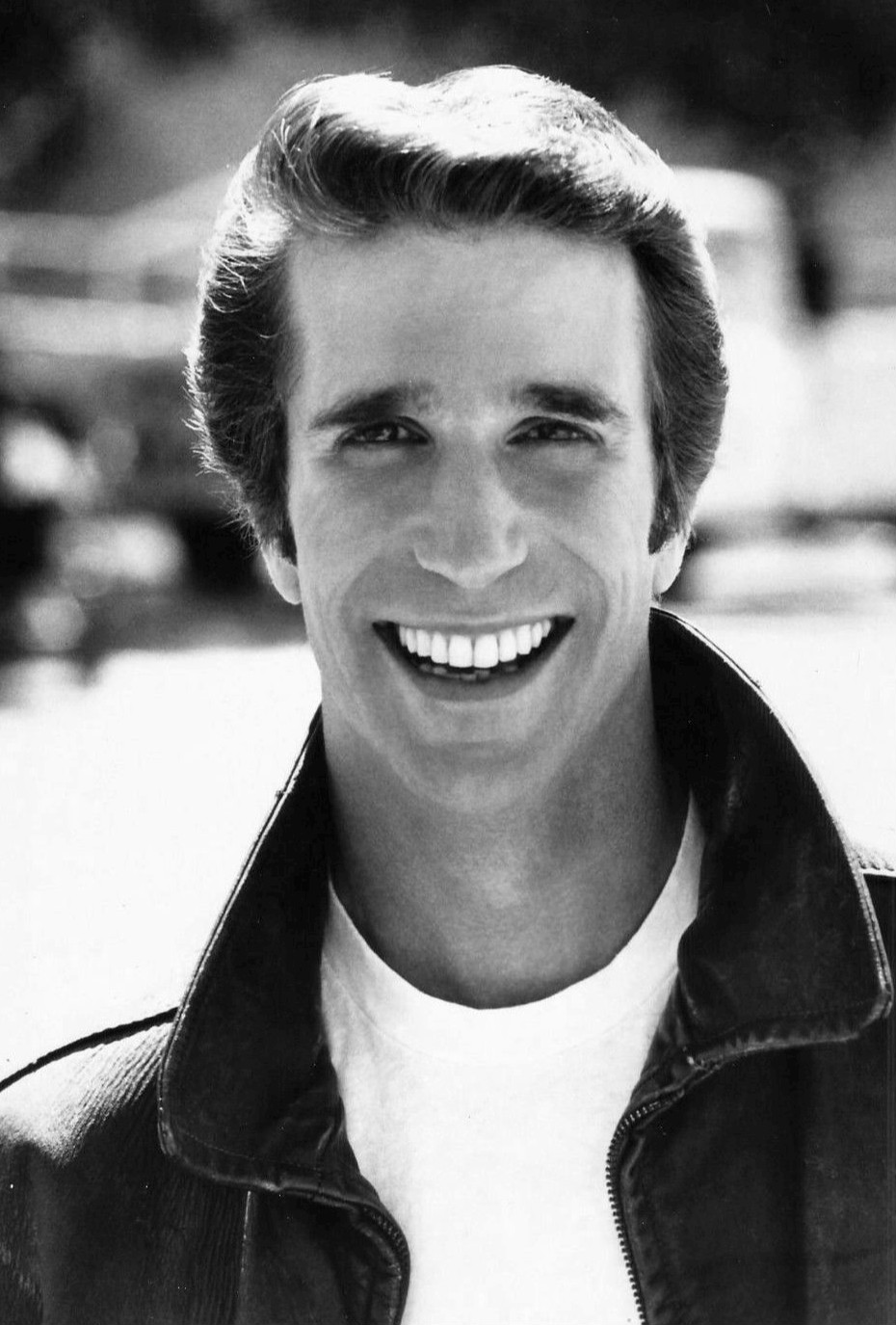
Photo d'Henry Winkler dans le rôle de Fonzie de l'émission télévisée Happy Days.

Dans le jargon audiovisuel américain, l'expression jumping the shark (littéralement « sauter par-dessus le requin ») désigne le moment où une série bascule dans l'invraisemblable. Ce moment est généralement associé à une chute nette de qualité.

## Origines
Le terme vient de la série télévisée américaine Happy Days. Dans l'épisode Hollywood (diffusé pour la première fois en 1977), le personnage de Fonzie fait du ski nautique dans un bassin où évolue un requin. Il saute par-dessus l'animal sous les acclamations du public.
Avant même que l'expression « jumping the shark » n'apparaisse, cet épisode était souvent cité en exemple du laisser-aller d'une série télévisée qui dure trop longtemps.
En effet, on a commencé à parler de cet épisode seulement plusieurs années après la fin de la série alors que le grand public n'en avait plus qu'un souvenir partiel. En fait, ce 91e épisode avait été un franc succès et n'avait aucunement été un signe de l'essoufflement de la série, qui d'ailleurs produisit encore 164 autres épisodes. L'expression a en fait été créée par Sean Connolly en 1987 lors d'une discussion avec d'autres étudiants de l'Université du Michigan, dont Jon Hein (en) qui popularisa l'expression beaucoup plus tard alors qu'il était animateur de radio.

## Raisons
L'intérêt de la plupart des séries télévisées, surtout si celles-ci se poursuivent durant de nombreuses saisons, finit tôt ou tard par s'essouffler, ce qui conduit les auteurs de la série à introduire de nouveaux éléments afin de tenter de renouveler l'intérêt de celle-ci. L'expression jumping the shark désigne le point auquel les interventions des auteurs pour maintenir l'intérêt de la série paraissent outrancières.
Bien que l'expression initiale fasse explicitement référence à des rebondissements invraisemblables (la scène qui va trop loin), voire à un événement précis présenté comme un symptôme de l'incapacité des auteurs à se renouveler, elle a été également utilisée pour décrire les séries ayant perdu leur intérêt de manière plus graduelle. Une série télévisée peut faire son jumping the shark pour de nombreuses raisons. Elle peut en fait naturellement s'essouffler et les symptômes apparents ne sont que des signes que les réalisateurs tentent de « sauver les meubles » sans toutefois y parvenir. Mais souvent aussi, c'est dû à un changement particulier dans la série qui brise ce qui la rendait intéressante ou rend son atmosphère trop différente pour garder ses téléspectateurs. On peut citer ainsi ces raisons communes :
- un même personnage est joué par un autre acteur ;
- un personnage disparaît de la série ou meurt ;
- le héros et l'héroïne se déclarent leur amour, ou font l'amour (syndrome Clair de lune) ;
- un personnage change complètement de personnalité ;
- les scénarios sont trop stéréotypés ;
- le ton d'une série devient plus léger et humoristique ;
- un personnage, censé être mort, revient dans la série.